# Acraea maransetra
Acraea maransetra är en fjärilsart som beskrevs av Ward 1872. Acraea maransetra ingår i släktet Acraea och familjen praktfjärilar. Inga underarter finns listade i Catalogue of Life.